# Marcel Albert
Marcel Olivier Albert (ur. 25 listopada 1917 w Paryżu, zm. 23 sierpnia 2010 w Harlingen) – francuski pilot myśliwski, kapitan, as myśliwski II wojny światowej, kawaler Legii Honorowej i Bohater Związku Radzieckiego.

## Życiorys
Urodził się w Paryżu w rodzinie mechanika samochodowego. Po ukończeniu szkoły rozpoczął pracę w zakładach Renault. W tym czasie rozpoczął latanie w Aeroklubie Toussus-le-Noble.
W marcu 1938 roku wstąpił do wojska na 3-letni kontrakt. Skierowany do 105. batalionu lotniczego, gdzie w lipcu 1938 roku uzyskuje licencje pilota myśliwskiego. Początkowo był instruktorem w 125. batalionie lotniczym, szkoląc uczniów pilotażu, następnie przydzielony jako pilot myśliwski do 1 eskadry myśliwskiej w Etampes. 7 września 1939 roku został instruktorem w Centrum Szkolenia Pilotów Myśliwskich w Chartres.
15 lutego 1940 roku został pilotem I/3 Grupy Myśliwskiej, gdzie latał na samolocie myśliwskim Dewoitine D.520. W składzie tego dywizjonu wziął udział w obronie Francji w 1940 roku. W czasie tych działań wykonał 37 lotów bojowych, zestrzelił jeden samolot niemiecki i prawdopodobnie uszkodził drugi.
W czerwcu 1940 roku znalazł się w Algierii, gdzie nadal służył w I/3 Grupie Myśliwskiej stacjonującej w Oranie. W dniu 14 października 1941 roku otrzymał stopień sierżanta i w tym samym dniu w czasie lotu ćwiczebnego wspólnie z dwoma innymi pilotami Albertem Durand i Marcelem Lefévre uciekł na Gibraltar, skąd następnie wyjechał do Wielkiej Brytanii. Za ten czyn został skazany zaocznie przez sąd wojskowy na karę śmierci.
W grudniu 1941 roku wstąpił w Wielkiej Brytanii do sił zbrojnych Wolnej Francji. Po przeszkoleniu na samolotach brytyjskich w maju 1942 roku został pilotem myśliwskim we francuskim dywizjonie Île-de-France, walczącym na terenie Wielkiej Brytanii. W dywizjonie tym wykonał 47 lotów bojowych.
W październiku 1942 roku na ochotnika zgłosił się do tworzącej się Grupy Myśliwskiej nr 3, który miał walczyć we współdziałaniu z Armią Czerwoną na terenie Związku Radzieckiego. Od grudnia 1942 roku bierze już udział w walkach na terenie Związku Radzieckiego, latając początkowo na samolocie Jak-1, a następnie samolocie Jak-9. W dniu 5 września 1943 roku został dowódcą 1 eskadry, którą dowodzi do końca wojny. W okresie walk w Pułku Lotnictwa Myśliwskiego Normandia-Niemen wykonał 199 lotów bojowych i zestrzelił 22 samoloty przeciwnika oraz 9 prawdopodobnie. Za swoje czyny otrzymał szereg odznaczeń, w tym w dniu 28 listopada 1944 roku tytuł Bohatera Związku Radzieckiego. Jest też pierwszym na liście francuskich asów myśliwskich II wojny światowej walczących na froncie wschodnim z 23 samolotami zestrzelonymi na pewno i 10 prawdopodobnie.
Po zakończeniu II wojny światowej wrócił wraz z pułkiem do Francji, gdzie dostał przydział do ośrodka doświadczalnego w Brétigny, a w 1947 został attaché lotniczym w ambasadzie francuskiej w Pradze.
We wrześniu 1948 roku wystąpił z wojska. Następnie wyjechał do Stanów Zjednoczonych, gdzie został przedsiębiorcą. W 1954 roku uzyskał obywatelstwo amerykańskie.
Zmarł w miejscowości Harlingen w Teksasie. Pochowany został w miejscowości Chipley na Florydzie.

## Awanse
- kapral pilot (Caporal) (1938)
- sierżant pilot (Sergent) (14 października 1941)
- aspirant (Aspirant)
- porucznik (Lieutenant) (grudzień 1942)
- kapitan (Capitaine) (grudzień 1944)

## Odznaczenia i wyróżnienia
- Krzyż Wielki Legii Honorowej (12 kwietnia 2010)[1]
- Krzyż Wielki Oficer Legii Honorowej (12 listopada 2009)
- Krzyż Komandorski Legii Honorowej (1944)
- Order Wyzwolenia (11 kwietnia 1944)
- Medal Ruchu Oporu
- Krzyż Wojenny 1939-1945 z 15 palmami i 3 rozetami
- „Złota Gwiazda” Bohatera Związku Radzieckiego (27 listopada 1944)
- Order Lenina (27 listopada 1944)
- Order Czerwonego Sztandaru
- Order Wojny Ojczyźnianej I klasy
- Order Wojny Ojczyźnianej II klasy
- Krzyż Wojenny Czechosłowacki 1939